# PROM
PROM (англ. Programmable Read-Only Memory), програмований постійний запам'ятовувач, програмована пам'ять тільки для читання — клас напівпровідникових запам'ятовувальних пристроїв, вид постійної пам'яті з перепалюваними перемичками, який можна один раз запрограмувати перед використанням.
Пам'ять являє собою двовимірний масив провідників (рядків і стовпців), на перетині яких знаходиться спеціальна перемичка з металу (наприклад, ніхрому або титаново-вольфрамового сплаву) або аморфного кремнію. Програмування полягає в пропусканні через відповідну перемичку струму, який її розплавляє або випаровує. Відновлення розплавлених перемичок неможливе.
Незважаючи на уявну надійність такого рішення, ця технологія виявилась вельми примхливою. Металеві перемички при програмуванні утворювали краплі й пари металу, які осідали назад на кристал у найнесподіваніших місцях із відповідними неприємними наслідками. Полікремнієві перемички мають здатність до самовідновлення за рахунок міграції атомів. З цієї причини мікросхеми після програмування необхідно було витримувати довгий час при високій температурі з метою виявлення потенційних дефектів цього типу.
Зрештою пам'ять на перепалюваних перемичках була витіснена рішеннями на транзисторах із плавним затвором (EPROM, EEPROM та флеш-пам'яттю).

## Недоліки PROM
- Малий обсяг даних, який можна зберегти.
- У PROM можлива зміна даних шляхом «довипалювання» тих перемичок, які ще не були знищені. Для боротьби з такими змінами можуть застосовуватися контрольні суми.

## Переваги
- Записані дані неможливо знищити електричним способом, руйнування відбувається лише при фізичному впливі на носій.
- Висока швидкість доступу до даних — 35 нс і менше.